# アオイホノオ
『アオイホノオ』は、島本和彦による日本の漫画。『週刊ヤングサンデー』（小学館）に2007年から2008年の休刊まで不定期連載された。同誌の休刊後、『スピリッツ増刊・YSスペシャル』VOL.2に1話が掲載された後、2009年5月に創刊された『ゲッサン』（同社刊）にて連載が再開されている。
テレビ東京「ドラマ24」枠にてテレビドラマ化され、2014年7月期から放送された。
同年に第18回文化庁メディア芸術祭マンガ部門優秀賞を受賞。2015年、第60回（平成26年度）小学館漫画賞一般向け部門を受賞。

## 概要
時代は日本のサブカルチャーが多くの若き才能を吸収し、戦国時代の様相を呈しながらも全盛期に向かいつつある1980年代初頭。芸大生の主人公・焔燃（ホノオモユル）が漫画家を志し、やがて新人漫画家としてデビューする中での七転八倒する様を描いたコメディ作品である。
作者・島本和彦の自伝的作品であり、作中には当時著名であった（あるいは後年著名になる）実在の漫画家やサブカル・メディア関係者、あるいは彼らをモデルにしたとおぼしき人物が多数登場し、またしばしば同時期の漫画作品が部分的に引用され、あるいはタイトル・内容への言及がなされている。主人公・焔の作品として引用される島本自身の作品については、連載当時に技術不足で描けなかったシーンを現在の画力でブラッシュアップしたうえで引用される場合もある。以上の事情により、単行本各巻冒頭のページには、ことさら巨大な明朝体の活字で「この物語はフィクションである」と記され、さらに、次のページにも念のためか「実在の人物・団体等の名称が一部登場するが、あくまでこの物語はフィクションである」と記されている。事実、作中の時系列が若干現実と異なる部分や、架空のエピソードも含まれている。
『吼えろペン』が島本自身の現在進行形をモチーフに描いたのと同じく、主人公・焔は、第一部（単行本24巻まで）では大阪芸術大学の学生でプロデビュー前、第二部（25巻から）では大学を中退して上京しプロ漫画家として活動を始めたばかりの島本をモチーフとしている。『吠えろペン』では主人公も同じ名（ただし同音異字）を持ち、性格にも共通点があるので、両作の主人公は同一人物であることをうかがわせており、2007年3月3日放送の『島本和彦のマンガチックにいこう!』で島本は「（焔は）若いころの炎尾」と語っている。しかし、『吼えろペン』の登場人物が藤田和日郎に対して「富士鷹ジュビロ」のように実際の名をもじった架空の名で呼ばれるのに対し、本作では実名がそのまま使われるなど相違点もある。
各回（各章）の末尾ページは、往事を回顧する作者（あるいは主人公である焔自身）による、モノローグ的文章で締めくくられることになっている。

## 掲載誌・単行本

### 掲載誌
- 第1章 - 11章：『週刊ヤングサンデー』2007年14号・16号・24号・27号・34号・43号、2008年10号・16号・24号・30号・35号
- 第12章：『スピリッツ増刊・YSスペシャル』VOL.2
- 第13章 - ：『ゲッサン』2009年6月号 - 連載中

### 単行本
- レーベルは、掲載誌の変更に伴い「ヤングサンデーコミックス」→「少年サンデーコミックススペシャル」→「ゲッサン少年サンデーコミックス」と変遷している（参考：小学館の漫画レーベル）。
- 基本的に1巻につき6章（6話）分が収録されている。17巻のみ5章（5話）収録となっている。
- 1巻の巻末には庵野秀明との対談（11ページ）が掲載されている。
- 雑誌掲載の第118章は順当に行けば単行本20巻に入るはずだが、22巻に第126章として入っている。したがってこの間は雑誌版と単行本とで章番号（＝話数）が1章ずれている（例：雑誌版第121章→単行本第120章）。
- 連載100回の号には特別企画として『アオイホノオ被害者の会』が掲載された。作品に関係した漫画家や業界人がメッセージを贈るというものだった。これは17巻の特装版に付いた小冊子に収録された。

## 物語
舞台は1980年代の初め、大阪の大作家（おおさっか）芸術大学。主人公、焔燃（ホノオモユル）は漫画家を目指していた。「自分の実力ならいつでもプロデビューできる」と自信過剰な性格をしていたが、豊かな才能に恵まれた同校の学生達や、あだち充、高橋留美子といった若手漫画家の台頭や能力を目の当たりにして、見事に打ち砕かれ自信喪失させられる。それでも焔は、プロの漫画家になるため歩み始めるのだった。

## 登場人物

### 主人公
焔 燃（ほのお もゆる）
漫画家。作品中では「ホノオ」と呼ばれ（めったに出て来ないが、名前に付けられるルビも「ホノオモユル」である）、ペンネームは「炎尾燃」（読みは同じ）。概要で述べた通り『吼えろペン』シリーズの炎尾燃と同一人物である。得意なジャンルはSFコメディ。
北海道出身。単行本1巻の時点では、漫画家を目指す一方でアニメーターにも心惹かれる、大作家芸術大学映像計画学科の18歳の一回生であった。画力に自信がなかったにもかかわらず、己の才能に対し根拠のない過剰な自信を持ち、自分がその気になればいつでもプロデビューできると考えており、かつ、他の作家が手を出さない分野に進出することによってさほど努力しなくてもほどほどの人気漫画家になれるのではないかという甘い期待を抱いていた。それゆえ逆に、物語開始時点では何一つ行動を起こさずにいたが、その後各出版社への原稿持ち込みに励むなど、徐々に漫画家への道を歩みはじめ、最大の理解者である若手編集者・三上と出会う。努力して画力を向上させるよりも、楽に描く方向に力を注ぐ傾向があったが、大学の課題の自主アニメを一人で制作して大量に絵を描いた結果、アニメの出来自体は散々だったもののそれなりに画力が向上し、「絵を描いているときが一番落ち着く」という心境に至った。
第72章で「炎尾燃」名義で週刊少年サンデーの新人賞に応募した『必殺の転校生』が佳作受賞して商業デビュー。雁屋哲原作の『風の戦士ダン』で月刊連載漫画家となった。さらに25巻以降の上京編では、1983年に大学を中退して上京、明大前近辺のアパートを短期間で退去したのち高田馬場近くのマンションに住み、この部屋で三上のサポートを受けながら『サンデー』での初の本格的週刊連載作品『炎の転校生』を制作していくことになる。彼の作品はサブカル作品、とくに特撮ドラマのパロディネタを多用した、新しいタイプのコメディ漫画として若い読者たちの支持を集めつつあったが、三上以外の編集者からはなかなか理解が得られず、掲載誌『サンデー』の編集部ですら、その大多数の評価は「すっごく読者にウケてはいるけど、正直何が面白いのかわからない」というものであった。上京した時点で21歳の若者であるため精神的にはまだまだ未熟で、またプロ作家としても画力の低さには根本的な改善はないことから、連載を続けながらも悩みを深めており、些細なことで自分の漫画家としての将来に不安を抱き落ち込むこともしばしばである。一方で、プロ漫画家の雰囲気に憧れを抱いている面もあり、トキワ荘世代以来の作家と同様に「仕事をアシスタントに任せて外出」したいとの長年の夢を、マウント武士という専属アシスタントを得たことで実現させ、さらに憧れの有名人とも対面・対談する機会を得る（が、そうした状況下では相手とまともにコミュニケーションできなくなってしまうことが判明し失敗を重ねる）。プロ作家となった年の末には、初めての「年末進行」に直面するが、アシスタントであるマウントの協力を得て乗り切った。
後述の通り、『サンデー』の月刊誌創刊（友人・きっちゃんとの会話の中で「月刊は、無い!」「作らんだろ!!」と発言するが、他ならぬ本作品の掲載誌となった）や大友克洋の週刊連載、無名の漫画家の卵として出会った藤島康介の活躍、集中線を引く新技法の普及など、その後実現したことについての予想を悉く外しており、先見力の乏しい人物として描かれている。また「漫画を読んでスポーツを知った」と言うほどの漫画人間であるが、漫画知識を実践に移して野球の試合で独特の「必殺技」を繰り出し"大失敗"したことがある。反面、漫画やアニメ、特撮ドラマ以外の話題にはきわめて疎いオタク的人間である。そのこともあって黒地に炎のマークのTシャツを常時着用するファッションセンスの無さを周囲から散々指摘されている。
ドラマ版エピローグでは、『吠えろペン』における炎尾燃と同じラグビーのヘッドギアを着用し、プロの漫画家として活動する姿が登場しているが、本作品では週刊連載開始の時点でも未着用である。

### ヒロインと周囲の人々
この節では一部実在人物のモデルがいる者を含むが、あくまでフィクション上の登場人物に限定する。実名の人物は次節「実名で登場している人物」を参照のこと。

#### 大阪編
年上トンコ（としうえ トンコ）
芸大生時代の焔の女友達の一人で物語前半部のヒロイン。
3回生。バドミントン部のマネージャー。スレンダーな体型が特徴的で、大阪府出身で大阪弁を用いる。近眼であるが眼鏡が嫌いで、1980年当時はコンタクトレンズが高価で普及していなかったため、裸眼で生活している。作者によると実在のモデルがいる人物。
マイペースな性格で、大阪時代の焔の部屋にしばしば何の気兼ねなくやって来ては、当時流行の漫画やサブカル作品を話題にし、漫画家の道を踏み出そうとしている焔を励まして自信過剰にしたり、焔の踏み込まれたくない部分をそれと知らず踏みつけたりした。彼女自身はあまり創作に熱心ではないが、そのため入れ込み気味な焔の創作への情熱を冷静に分析したり突っ込んだりすることができ、彼に大きな力を与えた。焔に想いを寄せられていたが、物語開始時はバドミントン部3回生の村上と交際しており、4回生になってからは村上と別れる一方で、焔を自分の下宿に誘ったり好意があるような描写があったものの、卒業以降は作品世界から退場した。彼女自身は津田洋美が焔に気があると考えていた。
テレビドラマ版では「森永とんこ」と苗字が変更された。終盤、焔に対しては弟みたいなものとしか見ていなかったことが判明した。
津田洋美（つだ ひろみ）
芸大生時代の焔の女友達の一人で、バドミントン部員。ショートカットでスポーツウーマンタイプのボーイッシュな女子学生。
焔に親しみのある態度を取るが、彼女自身はトンコと異なってオタク知識やオタクへの理解度が低く、焔とはかなり違った感性を持っている。そのため彼女とは合わないと内心で感じていた焔であったが、親しくしてくれる彼女に押されて何となく友達という関係を受け入れていた。
テレビドラマ版では終盤、焔が髪の長い女性が好みであると漏らしたことから疎遠となる。焔燃の肩をずっとトントンと叩く癖が表現された。
高橋
焔の同級生で友達。
仮面ライダーによく似た自作の仮面をかぶっているが、本人はオリジナルのデザインと強調している。当時は高価だったビデオデッキ・ソニーのベータマックスのJ9を購入しており、可搬式ではないそれを大学や焔の下宿へと持ち運んで自慢している。
食事時はさすがに仮面を外し、同席した焔に素顔を見せている。実在の人物。後にレインボー企画で仮面ライダーのマスクの造型に関わっている。同作者の燃えるＶにも高橋ケンジの名前で登場し、ライダー風のマスクを作っている様子が描かれている。
テレビドラマ版では仮面は着けていない。
きっちゃん
焔の同級生で友達。小柄で、芸大時代には常にマントを着用していた。生年月日は1961年11月3日。
焔と共にプロデビューをめざす仲間であり、一緒に東京へ漫画の持ち込みに向かった際にサンデーの月刊誌について話題にした。焔の上京後は、コミケットに参加するため友人と連れだって焔の自宅兼仕事部屋に宿泊したことがある。
実在の人物で本名は岸本、『少年キング』の第4回キングまんが道大賞の一次選考を通過している。
テレビドラマ版ではマントは付けておらずごく普通の服装。身長も演者の関係上で、焔や高橋よりも背が高い。
ジョウ
焔の同級生。無精ひげを生やし、カラーシャツとネクタイを着崩して着用している。
焔と同じく映像計画学科の学生でありながら漫画家を目指している。焔とはライバル関係にあり、何かと張り合う仲だが、思考パターン自体は似通っているため、同族嫌悪に近い。
テレビドラマ版には登場せず、原作の彼の登場シーンは矢野健太郎が代わりを務めている。
村上
バドミントン部の先輩で3回生。トンコの恋人だったが4回生になり別れた模様。
バドミントン部の1回生を鍛えることと、1回生に落語の素晴らしさを伝えることに異常な情熱を傾けているが、漫画家をめざす自分にとって部活は「しょせん片手間」と考える焔の心を動かすには至らなかった。
タムタム
特撮マニア。高橋の友達。実在の人物。
大学の教員の1人
名前は不明。『スター・ウォーズ・シリーズ』に登場するヨーダに似た、教壇に立つ小柄な老人として描かれている。脚本家・大阪芸術大学教授で、ヨーダの名前の元になったのではないかと噂されたことがある依田義賢がモデル。
横山
小学館の『週刊少年サンデー』編集者。まんがカレッジを担当している。焔の持ち込んだ原稿に速読で対応した上にその内容には評価らしい評価をせず、焔を驚愕させる。後に焔が横山に気づかれないようにペンネームを使用して投稿した新人賞作品『必殺の転校生』を審査員に回す前の下読みとして目を通し、「ぼくの感性に合わない」という理由で落選作品の入ったダストBOXに放り投げてしまう。その原稿を後輩の三上が拾い上げた際には焔の担当をあっさり譲るも、審査員に回した『必殺の転校生』が佳作受賞したため、後輩に取られるのが嫌で、焔の漫画を全く評価していないにもかかわらず担当に復帰した。だが、やっぱり感性が合わないという理由で三上に担当を再び押し付けた。
雑誌掲載分と単行本では2014年現在「小学館の偉い人」となっている「奥山」となっているが、後に島本の勘違いと発覚。発覚以降の雑誌掲載分は「横山」に修正され、さらに単行本増刷分、コンビニ用単行本では発覚以前の分も誤植扱いで訂正している。
ゆうきまさみ、青山剛昌、北崎拓などの担当編集者で、後に『週刊少年サンデー』『週刊ヤングサンデー』編集長を経て小学館クリエイティブの社長となった奥山豊彦がモデルだが、上記の理由で曖昧にされている。
MADホーリィ
SA社の編集者。『北斗の拳』の登場人物のような容姿をしている上、劇画調のタッチで描かれている。焔達は原稿持ち込みのため彼と会う約束をしていたが、彼が担当している江口寿史の原稿が遅れているために数時間待たされ、しかも彼は横山同様に焔たちの持ち込み原稿にはまともに評価を示さなかった。横山とMADホーリィのこうした態度から、焔達は大きな無力感と挫折感を味わうことになる。しかし、横山とは違って一応の評価はしており、後に焔に新作原稿を送付することを依頼する。焔をギャグよりストーリー漫画向きだと考えており、焔が送ってきたギャグ漫画テイストの熱血漫画をギャグを使って熱血を茶化し照れ臭さから逃げていると判断。「車田正美のベタ（な内容）を見習え」とアドバイスを送るものの、焔はそれを「原稿のベタ（黒い部分）の塗り方を見習え」と言われたと誤解し、馬鹿にされたと思いSA社を見限ってしまう。
後に『北斗の拳』の担当編集者となる堀江信彦がモデルで、作中でもそのイメージで描かれているが、島本が持ち込んだ時点では江口寿史など、ギャグ・コメディ系の漫画家の担当が多かった。
岩瀬順（いわせ じゅん）
運転免許証を取得するため、指定自動車教習所に通っていた際に知り合った焔と同年代の女性。焔いわく「三原じゅん子似の魅惑的で危険な香りのするツッパリ系ギャル」。
積極的に焔とコミュニケーションを図り、いい雰囲気になっていくが、いつまでも卒業検定に合格できない焔よりも先に合格して、作品世界から姿を消す。
みつえちゃん
焔が「大学の部活ほど厳しくない程度に体を鍛えたい」のと「門下生は事務所のコピー機が使い放題」なのを目的に入門した町の空手道場に通う女子高生。対象読者に近い年下からの評価を求めた焔に原稿を見せられ、常識的で的確なコメントをする。
凩マスミ（こがらし マスミ）
芸大の女子学生で、手芸部所属であるが、同期のミノムシミノコ が撮影した自主制作フィルム「ワンダーマスミ」の主演女優を務めた美人。学生時代の焔の憧れの対象。
彼女に好意を抱いた焔は、右手薬指の婚約指輪に気づき、友人関係から婚約者の存在を友人関係から知らされる。にもかかわらず恋愛感情を捨てきれないままに友人からはダメ出しの応酬を受けた。そのため新人賞をもらい間もないころで調子が追い風状態の時期であったが、心を砕かれ泣き崩れるまでに至った。
焔のデビュー第2作『華麗なる挑戦者』にはヒロインとして「ワンダーマスミ」というキャラが登場している。実在の人物で女優の関戸優希の母。焔があげた自作カレンダーも実在しており、マスミの実家に現存している。
尾東君子（びとう きみこ）
北海道での焔の女友達で、トンコ退場後のヒロイン的人物の一人。焔が言ってほしいこと、褒めてほしいことを先回りして言ってくれる女性で、単行本21巻の巻末では「全肯定系ヒロイン」と紹介された。
北海道の大学で漫研サークル「ホワイト・ムー」の会長を務める女子大生。焔のデビュー第2作『華麗なる挑戦者』を札幌の自宅で描いていた1982年2月に手伝った。その後も焔が札幌の自宅で漫画を描く際にたびたび手伝ってもらっていたが、初連載作品『風の戦士ダン』4話執筆中には焔が指示見本のことを知らなかったため、むさい男である海蛇牙造の背景にかわいいカケアミを描いてしまった。その後も『ファンロード』誌に焔へのヨイショの投稿をしてくれ、同年7月号に掲載された。
1983年、東京で週刊連載を開始したばかりの焔を訪ねてくるが、喫茶店での歓談中に仕事の疲れからつい居眠りしまった焔を見て、励ましの置き手紙を残して立ち去る。
知丹新生（ちたん にうむ）
焔が受賞した少年サンデー新人賞の同期で入賞受賞者。同い年の女性で『塀の上のバイオリン弾き』で受賞。焔からすれば自分より上の賞を獲得した存在であるため、アドバイスできる資格はないと伝えるが、彼女の方は焔の新作を書き続けるスタンスに敬意を抱いている。
受賞時に焔の担当になった横山から作品タイトルを絶賛された。
焔は彼女に新作ネームを読ませ、面白いと評価したため同年代には通じる笑いであると確信する。
彼女との今後の計画などの会話の中で、焔はサンデー編集の対応を「1作くらい面白くなくても載せてくれる」や「サンデーの増刊号にはいっつもそういうのがたくさんたくさん載っている」など楽観的で失礼な発言をする。
その後も上京時に顔を合わせていることから、連載準備中のようである。
モデルになっているのは、有美新生（あるみ にうむ）で、新人賞受賞作は『縁の下のバイオリン弾き』。『風の戦士ダン』の連載が開始したサンデー増刊1982年6月15日号にも読み切り『750エクスプレス』を描いている。

#### 東京編
樺上桜（かばがみ さくら）
都心から1時間程度の距離の東京郊外に住む女性漫画家。
焔に自分のペンネームを伝えていない（作中でもペンネームは不明）ため、焔は彼女がどのような作品を描いているのかが分からず「謎の漫画家」と呼ぶ。高校時代の女友達「羽澄ちゃん」の結婚の知らせを聞いて傷心に陥った焔が、ラジオ番組に「想い出がいっぱい」（H2O）を「21歳漫画家」としてリクエストしたのをたまたま聴取していたことをきっかけに焔と知り合いになり、都心に来る時にいくどかデートする。可愛いルックスでグラマラスな体型。性格は快活で、やや天然。デートの際、焔の服を見て、やんわりとではあるがダメ出しした。
焔の作品のファンであるとともにジャンプ系作家のファンでもあり、漫画作品の感想を語り合うことが趣味。悪気はなく焔の前で、勢い・将来性のありそうな若手漫画家たちの作品を挙げて褒めちぎるが、それは漫画家としての将来に不安を抱いている焔にとっては触れて欲しくない話題であり、彼に深い精神的ダメージを与えることになった。また、桜が焔の作品を読んだ上で友人となった（したがって焔の作品の感想を作者である焔本人に直接語ることが出来る）のに対し、桜のペンネームを知らない焔の方は彼女の作品をそれと意識して読むことが出来ず、彼女の前でその作品の感想を語ることが出来ない、という非対称な関係に焔がもやっとした感情を抱いている描写がある。
何度目かのデートの際、「漫画の取材」と称して新宿歌舞伎町で当時流行の同伴喫茶に焔とともに入店、あたかも誘惑しているかのようなそぶりを見せ、一時は焔もその気になりかかった。しかし実際のところ彼女自身は焔を全く男性として意識していなかった模様である。
マウント武士（マウントぶし）
「東京編」ヒロイン。漫画家志望で焔の専属アシスタント第一号の少女。
本名は富士山沙雪（ふじやま・さゆき）。東京近郊の実家で両親・兄弟姉妹と同居し、焔の部屋に通いで仕事をしながら、「漫画芸術プロ養成学園」にも通学、少年誌でのデビューを目指しつつ小学館に持ち込みをしている。長い黒髪、キュートでグラマーなルックスだが、目つきは鋭くぶっきらぼうな口調で強気。胸元に大きな星のマークが入ったシャツ、ローラーブーツとサポーターを常時着用。焔からは「マウント」と呼ばれる。
「マウント武士」という風変わりなペンネームは、「サムライ」に過剰な憧れを抱き、「男はみんなサムライ」と思い込んでいる彼女が、少年誌の読者に性別を分かりにくくするために名乗ったものであり、自分ではかなり気に入っているが、周囲からは変なペンネームだと言われている。焔の服装にはダメ出しをしているものの、自分のファッションセンスも変であることを認めている。蹴り技に自信を持っているらしく、興奮して焔に蹴りかかったこともある。
漫画家としての焔を尊敬し「自分の漫画と方向性が同じ」と感じているが、その方向性とは「苦労しないで適当にチャチャッとギャグを入れて一丁上がり」ということである。またデビュー前の焔と同様かなりの自信家であり、初対面で「ホノオ先生さえ先にデビューしてなかったら、『風の戦士ダン』は私がやってた」と口走るなど、アシスタントでありながら焔をライバル視していることを隠そうともせず、何かにつけて勝負を挑み上に立とうとして焔を大いに困惑させる。当時の女性では珍しい特撮ドラマのファンであり、同じく熱心な特撮マニアである焔相手にヒーローの変身ポーズ対決を仕掛けたこともある。
その反面、アシスタントとしては非常に有能であり、しばしば焔から感謝されている。ある時、原稿に画鋲を刺してそれを支点に集中線を素早く正確に描く技法を編み出し、得意満面で焔に披露するが、原稿に傷をつけたとして焔に激しく叱責され禁止された（後に漫画界では一般化する手法となる）。
彼女の持ち込み作品は、ギャグ漫画としては極端な「強い」「厳しい」作風であるらしく、小学館の編集からは残酷な描写やドギツいギャグがよくないと注意され、「焔のマネをしない方がいい」「読者にはもう少し優しく」とアドバイスされるも、本人はあまり納得していない。
焔の部屋での徹夜作業や雑魚寝も厭わず、焔本人に対しては「頭おかしくてダメ」と、まったく男性として意識していないことを家族や友人に公言しているが、彼女自身も焔からは全く異性として意識されていない様子である。
関東で島本が関わった今までのアシスタントを掛け合わせた架空のキャラクターであり、名前は島本和彦の初期アシスタントで作風も類似していた藤原昌幸（富士原昌幸）から取られている。
マウント武士の母
マウントなど家族のために朝早くから食事を作るのが習慣となっており、独身男性の焔とともにしばしば徹夜の作業をしている娘のことを心配している。マウントのことは「沙雪（さゆ）ちゃん」と呼ぶ。
マウント武士の男友達
氏名不明。「漫画芸術プロ養成学園」の生徒で、マウントを「冨士山」と本名で呼ぶ。焔の部屋で2人きりで仕事をしているマウントを心配し「抑止力として俺と付き合ってみるというのはどうか」と提案（告白）するが…。

### 実名で登場している人物
南雅彦（みなみ まさひこ）
映像製作実習で焔と組む。夏休みの課題をやっていなかった焔に、完成課題を1枚1,000円で売り付けたことも。
人付き合いがよく人望があるため、焔の知らない業界の裏話を仕入れることもあり、庵野や山賀がマクロスの制作に携わった件についても話すなどした。
矢野健太郎（やの けんたろう）
漫画研究会「グループCAS」創始者。その実力と熱意で焔の半端な心構えを打ち崩し、商業デビュー作『強化戦士アームピット』によって、焔のやりたかった「SFヒーローの舞台設定におけるマジメな雰囲気の中でのギャグ」を先に持っていってしまうことで焔をさらに打ちのめす。実在人物の中では唯一、未だに島本と面識がない。白いスーツのハンサムとして描かれている。実際に当時シャアのマネで白いスーツとサングラスをしたことがあり学内では有名だった。
テレビドラマ版ではアニメ『機動戦士ガンダム』のシャア・アズナブルを意識した言動がより色濃く、初登場シーンではガンダムの劇中BGMが流れた他、自身も赤い自転車を駆って「通常の3倍（自称）」で移動するなどの演出・描写が追加されている。
三上信一
週刊少年サンデーの新人編集者で、焔をプロ漫画家の地位に導いた最大の理解者・功労者である。童顔であるが前髪の後退がかなり進んだルックスとして描かれている。
先輩・横山がダストBOXに放り投げた『必殺の転校生』を見て「絵もイマイチ、ストーリーもイマイチ」「全くなっちゃいない」が、「一コだけギャグが面白い」として拾い上げ、審査員に回す（しかしこの時三上が唯一評価したギャグは、焔が自分で考えたものではなく、大学の友人が考えたものの借用であった）。その後紆余曲折はあるものの、横山に代わって焔の担当をすることとなる。当時は新谷かおるの担当も兼ねており、締め切り間際の新谷が逃亡しないように常に張り付いていたため、焔の相手をする時間的余裕が少なく、大阪にいる焔の下宿まで公衆電話の電話代も馬鹿にならないので、電話代が安い深夜に電話をかけてくるのが常であった。そのため「東京に出なければ漫画家になれない」と焔に上京を促した。
上京した焔に対しては、彼を人気漫画家へと成長させるべく、不慣れな東京生活にアドバイスを与えたり、閉鎖的になりがちな人間関係を広げるためにさまざまな先輩漫画家に紹介したり、研究のために最新流行の作品についての情報をもたらしたり、専属アシスタントとしてマウント武士を連れてくるなど、さまざまな点で焔をフォローしており、彼からは有能な編集者として非常に有り難がられている。しかし同時に、打ち合わせのため非常識な時間帯に押しかけたり（上京したばかりの焔が短期間のうちに転居を余儀なくされる結果となった）、プロ作家としてはまだまだ未熟な彼の精神状態を考慮せず「炎の転校生」の連載開始時期の大幅な前倒しを一方的に通告するなど、次々と無理難題を持ち込む迷惑な人物でもある。
作品途中から新谷の担当を外れてあだち充の担当になり、編集部上司からの「絶対に和也を殺させるな」という意向に逆らって、和也の事故死が確定する回の原稿を秘密裏に校了させるべく奮闘したことがある。
須本壮一（すもと そういち）
ホノオが受賞した少年サンデー新人賞の同期佳作受賞者。ホノオより3歳年下（当時17歳）。岡崎つぐおのアシスタント。
新谷かおる、佐伯かよの（新谷かおる夫人）
三上に連れられて仕事場を訪れ、焔がいろいろと教えを受ける。『ファントム無頼』『エリア88』『スマッシュ!メグ』などを連載中。
当初焔は新谷のフルネームから彼を女性漫画家と勘違いしていた。
〆切はぎりぎりになって追い込まれるほどいいアイデアが出てくるという主義の持ち主であり、そのため三上は焔に「新人が知ってはいけない禁断の知識」の影響は受けないように強く念を押した。
原作付きで連載デビューをすることになった焔に「原作通り描かなくていい」とアドバイスする。
また、安い原稿用紙を使うのをやめるよう指摘したり、頑張って女性の裸を描いたことを褒めたりもした。
〆切間際は三上は彼らに相当振り回されていたようで、約束した日に作業が終わっていない状況に対し「約束なんてクソの役にも立たない」と返答されたり、三上不在のスキに昼食のために外出してしまったり、食事外出からの帰りが遅く新谷から連絡を受けると、うどんを食べるために奥多摩まで車を走らせたあげく車内にキーを閉じ込んでしまい、仕事場に帰れなくなるトラブルに見舞われるなど気苦労が絶えなかった模様。
石黒昇
アニメーションスタジオアートランドの創業者。
DAICON IIIのアニメ製作技術の高さを買い、マクロス製作スタッフとして庵野と赤井をスカウトするも、眼中になかった山賀が大阪の下宿を全て引き払って単身スタジオを訪れ困惑する。
山賀へのアニメ製作に関連する質問に対し「何もできません!!」と回答されうろたえ頭を悩ますものの、雑用係に近い形で受け入れてしまう。
本当に何もせず過ごし、それでも自信を崩さない山賀を試すかのごとくマクロスOPの絵コンテ製作を託す。
細野不二彦
焔がこれからウケると予測するジャンルを描いた漫画家たちの1人。『恋のプリズナー』や『さすがの猿飛』で焔が目指そうとしていたジャンルを先に開拓されてしまう。
同期で受賞した知丹の付き添いで仕事場を訪問し、カケアミなどの指示見本や原稿用紙などプロの仕事として参考になるものを吸収しようと試みるも、不明な点は焔の抱く「くだらんプライド」が邪魔してしまい質問できずじまいになってしまった。
用紙に至っては細野に確認せずに、触った感覚の記憶を頼って探した安いお絵描き画用紙だと思い込みで判断してしまう。テクニックを盗んでやったとしてやったりだったのだが、新谷から紙の安さや細野の原稿用紙とは違うことを指摘され大きく落ち込む。
雁屋哲
漫画原作者。『男組』などの硬派な漫画の原作者として有名。焔の初連載作品『風の戦士ダン』（当初タイトルは『闇戦士リュウ』）の原作を執筆する。
焔が原作を読んで思い浮かべる画は、『男組』の池上遼一風となっている。
原作を漫画に起こすにあたって焔がギャグを追加するのに影響されて、自分も原作にギャグを入れるようになった。
出渕裕
毎週主人公側に倒される「やられメカ」のメカデザイナー。焔の初連載作『風の戦士ダン』の小道具、メカのデザインを行うが、焔の画力の低さのためほとんど作品には反映されなかった。焔は少年サンデー編集部の紹介で出渕に対面した際に初対面で印象を悪くしないように気を遣うあまり、焔があまり評価していない『闘将ダイモス』ではなくその前番組である『ボルテスV』を出渕が制作に参加していると思い込んで熱く語ってしまうが、出渕が勘違いを指摘せずに黙っていたため、その致命的ミスに気付いたのはずっと後のことであった。
一本木蛮
尾東君子が焔をヨイショした投稿が掲載された『ファンロード』1982年7月号の表紙に載っていた元祖コスプレイヤーの女子。焔は「ラムちゃん姿の一般の女子」と呼び、表紙で彼女の画像がキャプテン・ハーロックの頭上に配置されているのを見て、苛ついた気分になった。
後に本作ドラマ版の総作画監督となる。
石渡治
「"趣味がロック音楽”的なものを感じる」「"ちゃんとしたアニキ"が描いてるような」作品である『火の玉ボーイ』を連載している漫画家。自分の作風とは全く対極的で接点が無さそうと思っていた焔が、「モテる漫画を描きたいなら石渡治を研究するといい」と三上からアドバイスを受け、また、漫画事務所やアシスタントの使い方を学ぶためにアシスタントに送り込まれる。
硬派な作品からはまったく想像できない、力強く底抜けに明るいパワーのある人柄。音楽好きで、仕事場の大型ステレオでレコードをかけ音楽を流しながら仕事をし、アニメや特撮ドラマの主題歌しか知らない焔には疎い分野である最新流行の曲をチェックしている。
焔が初めて他のプロ漫画家の原稿を手伝った相手（それまでは原稿に触らせてもらえなかった）であり、「フツピタ」という未知の専門用語を焔に教え、長年にわたり漫画家を続けていくための知恵を与えた。一方で焔の絵柄の古さをストレートに指摘し、彼を動揺させる。
若くして妻子持ちなので、夜7時になると家族の世話のため仕事をアシスタントに任せて帰宅するが、彼がいない間もアシスタントたちの作業がグレードアップしていく様子は焔を感動させる。
藤島康介
漫画情報誌『ぱふ』編集見習いで漫画家志望の青年。同誌の焔へのインタビューに同席した際に、焔のファンであると告げ、アシスタントになりたいと打診してくるが、彼の好青年そうな人柄を「漫画家に向いていない」と即断した焔に断られる。
後年、江川達也のアシスタントを経て漫画家デビューし、焔を死ぬほど後悔させることになる。

#### ダイコン フィルム
庵野らを中心としたグループが、DAICON FILMとしてSF大会のオープニングアニメを制作するまでの過程（主人公である焔が一切登場しない）や、その後の彼らの動向は、本作前半部の主要パートの一つとなっている。
庵野秀明（あんの ひであき）
雰囲気も独特だが、クラスメイトを突然締め上げて、ショッカーの基地のありかを吐かせようとするなど、奇行が目立つ眼鏡をかけた男。異常な密度で描き込まれたパラパラ漫画や、ウルトラマンを題材とした特撮フィルムで、焔の自信を完膚なきまで打ち砕く。メカから女性まで、あらゆる作画が可能で、一度仕事に入れば周囲が心配するほど、寝食が最小限になる驚異の職人気質。風呂嫌い。
大学の1回生から3回生まで、それまで制作した映像をまとめて上映するフィルムコミッションで、ペーパーアニメ「じょうぶなタイヤ」を上映し、焔の自信をまた打ち砕いた。その後、ステレオの大型テレビを持っているヤツがいるという理由で、山賀と共に赤井のいる寮に引っ越す。
デビュー後の島本和彦に初めてサインを求めた男であり、本作で焔のデビュー作が掲載された『増刊少年サンデー』にサインを求めるシーンは、ドラマ版では最終回のクライマックスシーンのひとつになっている。後にこのシーンが描かれた原作では、デビューしても誰からもサインを求められず自信を喪失しかけている中で初サインを求められたことで焔は張り切ってサインを書いているが、庵野自身が何を考えてサインを求めたかは明確に描かれておらず、横で見ていた赤井は「庵野くんも物好きだなあ」「（庵野は）なんでも集めておきたい性分の男だからな」と内心で思っていた。
山賀博之（やまが ひろゆき）
映像製作実習で庵野ら実力のある生徒をまとめ上げ、後に有名になる「庵野ウルトラ」を作る。
自分ではまったく絵が描けないし描くつもりもないが、描ける人間を操ってアニメ業界で一儲けしようと目論むプロデューサー気質の男。作中では年齢に似合わぬ巧妙な交渉術を当然のように使いこなす。隠れた才能を見抜く特技があり、すぐに庵野と赤井を取り巻きにし、誰も評価しない焔制作アニメすらうまいと言及した。諸星ダンによく似ている。
作品上では、庵野秀明と同じ寮に住んでおり、部屋には大きなテレビがある。最近（1980年ごろ）のアニメは全く見ておらず、関連知識は全くない。
フィルムコミッション後、今の寮がボロく騒音がうるさかったため、庵野と共に赤井のいる寮に引っ越す。薬師丸ひろ子似の妹がいる。
DAICON IIIのアニメ制作では目立った活躍がなく、アニメ関係者からのスカウトも山賀にはかからなかったにもかかわらず上京を決意。スタッフを手放したくない岡田も建前上は惜しみながらの承諾だったが、本心は「君やったら別にええわ」であった。単身でマクロスの制作スタジオにほぼ押しかけのような形で入り込んでしまう。
赤井孝美（あかい たかみ）
出っ歯の男。初回登場時には庵野秀明にショッカーの基地はどこだと、いきなり首を絞められ落とされる。短編映画の課題で山賀チームに入り、その後も、庵野・山賀と共に3人組で行動している。1話から登場しており登場回数も多いが、作中で説明があったのは夏休みの終わりになってから。フィルムコミッションまでは、庵野・山賀とは別の寮で暮らしていたが、自分の寮に2つ空き部屋ができたので2人を寮に呼び寄せる。すぐに落ち込む欠点があるが、女性作画は得意なため自主制作アニメで任されることになる。
武田康廣（たけだ やすひろ）
帽子・ジャケット・ズボンと全身黒革製で固めた太めの青年。後のガイナックス取締役統括本部長。第20回日本SF大会、通称「ダイコンIII」の責任者。SFは小説だけのものという先人たちの固定観念を覆し、漫画やアニメ、特撮もSFであることを主張するため、庵野たちにオープニングアニメーションの制作を依頼する。
沢村（さわむら）
メタルでサングラスをかけた青年。後のガイナックス代表取締役。武田と同じくダイコンIIIの責任者。
岡田斗司夫（おかだ としお）
秘密基地のような怪しげな家に住み、両親譲りの「俺って凄いやろ」オーラを放つ太目の青年。後のガイナックス初代代表取締役。武田によれば「完全にどうかしてしまってる男」。

## 名前が登場する人物
作品中に直接登場するのではなく、会話やモノローグなどで名前のみに言及される人物に限定する。

### マンガ関係者
あだち充
連載第1回から焔が注目し、勝手に心配している漫画家。彼の連載する勝負に熱くならない野球漫画は、焔の漫画観に大きなインスピレーションを与えることになる。
あだち充の漫画を読んだ焔が呟く「かわいそうなあだち充」「よし、オレだけは認めてやろう!!」という上からの物言いは本作を象徴するシーンとなっており、ドラマ化の際にはゲッサン編集部によってクリアファイルやタオルなどに台詞をちりばめたグッズが付録・読者プレゼントとして制作され、あだち充本人にも献上された。
プロ漫画家となった焔とは小学館の編集者・漫画家による草野球大会で一塁手として対戦。試合中に思わず「必殺技」を繰り出した焔にあだちが驚いて送球を取り損ねるアクシデントが発生した。その後、焔は三上とともにあだち宅を訪れ、改めて彼と対面することになるが…。
作中 扱われた作品
- 牙戦（週刊少年サンデー/原作：滝沢解）
- ナイン（増刊サンデー）
- みゆき（少年ビッグコミック）
- タッチ (週刊少年サンデー)

高橋留美子
焔が注目している若手漫画家の一人。あだち充と並んで、しばしば焔の漫画分析の対象になる。若くして成功を収めているが、焔にとってギリギリで重ならない作風のため嫉妬の対象にはなっていない。作品要素のバランスの良さは他の漫画家より評価している。
焔の想像では、若き清楚な美女の高橋留美子を悪い大人の編集者たちが、寄ってたかって無理難題を強いるイメージを持っている。　　　　　　　　　　　　　　　　　　　　　　　　　　　　　　　　　　　　　　　　　　　　　　　　　　　　　　　　　　　　　　　　　　　　　　　　　　　　　　　　　　　
作中 扱われた作品
- うる星やつら（週刊少年サンデー）
- めぞん一刻（ビッグコミックスピリッツ）

石森章太郎
1980年当時の焔に最も影響を与えている漫画家たちの1人。
作中 扱われた作品
- サイボーグ009 - #漫画とアニメを参照。

松本零士
1980年当時の焔に最も影響を与えている漫画家たちの1人。
作中 扱われた作品
- 宇宙戦艦ヤマト - #漫画とアニメを参照。

永井豪
1980年当時の焔に最も影響を与えている漫画家たちの1人。
克・亜樹、畑健二郎
漫画研究会「グループCAS」出身漫画家の例として挙げられた。
みなもと太郎、小山ゆう、小林まこと、亜月裕、赤塚不二夫
デフォルメされた低頭身キャラではなく、「かっこいい絵でギャグ」という、焔がこれからウケると予測するジャンルを描いた漫画家たち。

江口寿史
焔がSA社に持ち込みをした際、原稿の遅れで編集者を待たせていた。最初にパロディーをメジャーの世界に持ち込んだ先駆者。
宮下あきら
「誰でも知ってるなんてことのない言葉を偉そうにしゃべる」「マジメなストーリー漫画のなかにギャグを挟む」などの手法で爆発力を生み出す漫画家。
作中 扱われた作品
- 激!!極虎一家（週刊少年ジャンプ）

藤子不二雄
アニメ化された諸作品、特にドラえもんについて言及される。
原秀則
新人らしからぬ無駄なコマ割りとセンスのあるタイトルが特徴の漫画家。焔にとっては中身がない漫画家として酷評の対象である一方、夢に唯一彼の女性キャラクターが出てくる辺りなにかと意識する漫画家。
車田正美
「登場人物が中学生なのにまったく学校へ行っていない」という作品の特徴が、「学校の背景を描きたくない」という焔にヒントを与えた。独自のインパクトある必殺技描写には焔も「勝てない」と脱帽している。また、新作では「1話分まるまる4色カラー」という、週刊連載のスケジュール上、非常に困難な荒業をやってのけたことから焔を大いに驚かせた。
作中 扱われた作品
- リングにかけろ（週刊少年ジャンプ）
- 風魔の小次郎（同上）

中島徳博
作中 扱われた作品
- アストロ球団（週刊少年ジャンプ/原作：遠崎史朗）

水島新司
焔の認識では、あだち充作品と『アストロ球団』を除く、作中時点でのほとんどの野球漫画が水島作品の模倣である。
手塚治虫
アトムの頭の角がどの角度から見ても重ならない、単行本を出すたびに原稿を加筆修正するなどの逸話が語られる。ダイコンIIIの上映後、庵野秀明らと対面してその完成度の高さを絶賛した。
大友克洋
現実をそのまま描いたような、あまりに丁寧なSF漫画で話題になった漫画家。焔は丁寧すぎて、週刊連載もアニメ化も無理と評している（しかし後にどちらも実現）。
作中 扱われた作品
- ハイウェイスター、ショートピース
- AKIRA

諸星大二郎、星野之宣
手塚賞受賞者の例として名が挙がっている。焔にとって批判すべき点がなく純粋に評価の対象である漫画家。
井上紀良
雁屋哲原作の『男は天兵』で連載デビューした新人。新人でありながら自身とは比べ物にならない高い画力に焔は驚愕し、自分が描く同じ雁屋原作の『風の戦士ダン』をどうするのか苦悩する。
泉昌之
三上が焔のアパートに持参してきたコミックスの作者。その中の一篇「夜行」を一読した焔は思わず爆笑した。
作中 扱われた作品
- かっこいいスキヤキ（青林堂）

かがみあきら
1983年に週刊少年サンデーでの連載開始のため上京し高田馬場に転居した焔に、三上が近所に住んでいる漫画家として名前を挙げる。焔によれば「やせててかわいい」女の子キャラを描く名人。
桂正和
樺上桜が焔との会話で言及した、「女の子もすっごく上手でかわいらしい」、焔作品と「似てる感じがする」作品を描く漫画家。
北条司
同上。当時の連載漫画のアニメ化作品がテレビで放送され始めたばかりの「絵がすっごくお上手」な漫画家。
しげの秀一
同上、樺上が「アシスタントに行きたい」とすら思っている漫画家。バイクの絵が上手い。
たがみよしひさ
同上、樺上が「アシスタントに行きたい」とすら思っている漫画家。週刊少年チャンピオンに連載作品を持っている、実兄の小山田いくとは正反対の作風。
花咲アキラ
焔とほぼ同期の新人漫画家。『ビッグコミックスピリッツ』誌で、焔と同じく雁屋哲を原作とする連載作品をスタートさせる。その作品に現れたグラスに入った水の描写など、格段に異なる画力は焔を焦燥させ、「編集部の待遇が自分とはあまりに違うのではないか」とあらぬ妄想を抱かせることになる。
作中 扱われた作品
- 美味しんぼ（週刊ビッグコミックスピリッツ/原作：雁屋哲）

鈴宮和由
『増刊サンデー』に連載している漫画家。同誌の月替わり写真付き企画に「怪獣倉庫ルポ」で登場し、「俺も行きたかった」と、先を越された焔を悔しがらせる。

### アニメ関係者
金田伊功
焔が最も尊敬するアニメーター。
富野由悠季
物語当時、アニメ界において一世を風靡していた『機動戦士ガンダム』の監督。『ガンダム』のBGMはドラマの劇中で頻繁に流れる。
宮崎駿
『カリオストロの城』の監督。
安彦良和
“かっこいいアニメーション”には、必ず絡んでいると言われるカリスマアニメーター。

### 作曲者
伊福部昭

### 芸能人
戸川純
石渡治と彼のアシスタントが注目しているアーティスト。
松本伊代
焔が好きなタイプの華奢な体型のアイドル。焔によれば「微妙な立ち位置アイドル」であるため、ギャグのネタにしやすいらしい。のちに彼女がパーソナリティを務めるラジオ番組にゲスト出演した焔と対談するが…。
大川めぐみ
焔が好きな特撮ドラマ「ゴーグルV」のヒーローの一人「ゴーグルピンク」（の変身前の姿）を演じる女優。『増刊サンデー』の企画で焔と対談することになるが…。

## 団体・組織・作品

### 大作家芸術大学
「ギリギリ限界まで南の阪南地区」である大阪府南部にある架空の大学。モデルは大阪芸術大学。よって、読みは「おおさっか」芸術大学。最寄駅は大阪芸大と同じく近畿日本鉄道長野線の喜志駅。多くのメディア関係者の出身校となっており、学生にとっては、在学中に当該の業界とコネクションを作ってプロデビューすることが重んじられる傾向があると見られる描写がある。
テレビドラマ版では『大阪芸術大学』と実名で登場している。
○学科
映像計画学科
焔が所属している学科。
デザイン学科
矢野健太郎が所属している学科。

○部活・サークル
バドミントン部
焔が入部している部活。
マンガアニメーション研究会 グループCAS
後に漫画界の名門となる漫画サークル。

### 出版社
小学館
週刊少年サンデー
増刊サンデー（週刊少年サンデー増刊号 現週刊少年サンデー超）
焔の自信を次々と打ち砕く少年雑誌。
焔の考えとしては、増刊サンデーは週刊少年サンデーと同じ編集部が作っており、週刊連載をするまでには実力のない新人に発表の場を与え、新人に経験を積ませることで、一軍である週刊少年サンデーに連載する実力をつけさせるための「週刊少年サンデーのための『二軍雑誌』」と焔は推測している。
小学館新人コミック大賞

少年サンデーまんがカレッジ

SA社（エスエイしゃ）
小学館の隣にあり、『週刊少年ジャンプ』や『ヤングジャンプ』を発行している雑誌社。すなわち、集英社のこと。
焔ときっちゃんが小学館の次に原稿を持ち込み、北斗の拳の登場人物に似た編集者に見てもらっている。実際の集英社の建物も、作中同様に白山通りから見て小学館の右隣りにあるうえ、建物の前に神田警察署神保町交番がある。
テレビドラマ版では、『SA社』ではなく『集英社』と実名で登場している。
週刊少年ジャンプ
SA社（集英社）の少年誌。
手塚賞、赤塚賞
集英社の漫画賞。
週刊ヤングジャンプ
ヤング誌。矢野健太郎のデビュー作「強化戦士アームピット」が掲載された。

講談社

週刊少年マガジン
講談社の少年誌。

### 漫画
詳しくは、#マンガ関係者および#実名で登場している人物を参照。
- 週刊少年サンデー
  - うる星やつら（高橋留美子）
  - 牙戦（滝沢解、あだち充）
  - タッチ（あだち充）
  - 火の玉ボーイ（石渡治）
- 増刊サンデー
  - ナイン（あだち充）
  - 恋のプリズナー（細野不二彦）
  - さすがの猿飛（細野不二彦）
- 少年ビッグコミック
  - みゆき（あだち充）
- ビッグコミックスピリッツ
  - めぞん一刻（高橋留美子）
  - 美味しんぼ（雁屋哲、花咲アキラ）
- 週刊少年ジャンプ
  - 激!!極虎一家（宮下あきら）
  - リングにかけろ（車田正美）
  - 風魔の小次郎（同上）
  - アストロ球団（遠崎史朗、中島徳博）

### アニメ
伝説巨神イデオン（日本サンライズ）
焔が本屋に行った時、そこのおばちゃんがたまたまイデオンを見ており、難しい作品なので説明してくれと焔に頼むが、焔も良くわからなかったので答えることができなかった。
『イデオン』の放送当時ごろのロボットアニメは子供向けであり、分かりやすい勧善懲悪ものが主流だった。現在では珍しくないが、『イデオン』はハッキリと見た目で役割が分かるようなキャラがおらず、しかも、登場人物が多く、複雑な人間関係から起こるいざこざで物語が進み、複雑な設定や最後まで明かされることがないたくさんの謎のために、「難解な作品」というのが当時の評価だった。
とんでも戦士ムテキング（タツノコプロ）
タツノコプロ制作のギャグを絡ませたヒーローアニメ。ギャグ漫画の研究のため焔も毎週チェックしている。作中では初めての漫画持込が不発に終わり、漫画に対するモチベーションが下がっていた焔が津田洋美にすすめられて始めたヒーローショーのバイトで、焔は敵キャラクターの「タコマロ」の着ぐるみを着ていた。その際に焔は「つまらないタコマロではなくギャグのキレがいいタコサクがやりたかった」と心の中でつぶやいている。
マジンガーZ（東映動画）
梅田東映会館3階（建物は解体され、現存しない）に実在したアニメショップ『アニメポリス・ペロ』の店内にて流されていた、東映動画（現・東映アニメーション）製作TVアニメのオープニング集のなかの一つで、これを見たいがために焔は金が無いにも関わらず定期的に通っており、約40分のオープニング集を何度も繰り返し見ていた。焔が夏休み中に行っていた自作アニメーション制作に行き詰り、マジンガーZのOPを見に来た際に同期の赤井、庵野、山賀に遭遇。アニメーション制作に対するスタンスの違いもあって、心の中で「ただのアニメファン」「はっきり言ってアニメには向いてない。作る側ではなく観る側だ。」などと毒づくも、彼らの幅広い見識や深い知識に驚愕し打ちのめされてしまう。
機動戦士ガンダム（日本サンライズ）
劇場版が、テレビシリーズの再編集に加筆修正された「手塚治虫の単行本のように」絶妙に新作カットを加えてあることに、焔は感動した。3作目になるとテレビ放送された元の画面にも大幅なクリーンアップが成されており、焔は自らの「戦法」に採り入れることを決意する。
超時空要塞マクロス（タツノコプロ）
クリエイターとしてこれまで全く評価していなかった山賀が主導してかっこいいオープニングを作り上げた事実に焔は衝撃を受け、同時に事実を受け入れがたく悶絶する。

#### 漫画とアニメ
作中、漫画とアニメの両方が扱われた作品。
宇宙戦艦ヤマト（松本零士）
宇宙戦艦ヤマト：漫画版
『宇宙戦艦ヤマト』（1期・松本零士作画版）と『さらば宇宙戦艦ヤマト』（松本零士作画版）について取り扱った。焔は冥王星決戦時の沖田艦隊司令の台詞を思い出し勇気を貰う。
宇宙戦艦ヤマト：アニメ版（オフィス・アカデミー）
当時、ちょうど『スター・ウォーズ』などとあわせSFブームがはじまっていたこととあわせて紹介された。

サイボーグ009（石森章太郎）
サイボーグ009：漫画版
途中で中断してしまった「天使編」について触れている。焔は石森が「天使編」再開を宣言したらアシスタントとして働きたいと思っている。
サイボーグ009：テレビアニメ第1作（東映動画）、テレビアニメ第2作（東映、日本サンライズ）
主に作中当時放送されていたテレビアニメ第2作について触れているが、その対比をこめて第1作についても触れている。
テレビアニメ第2作は、焔が尊敬するアニメーター金田伊功がオープニングを担当しており、「怪力の持ち主でありながら大岩を持ち上げる際に苦悶の表情を見せる005の逆転の発想」「006が火炎を噴射するときに微妙に口元から離れたところから炎が上がり、燃料を噴射し空気中で炎となるリアルでSF性の高い描写」「003（フランソワーズ）の能力には一切触れず、紅一点であるという華やかさに絞った演出の思い切りの良さ」などを大絶賛し、完璧なオープニングと断言している。しかし一緒に番組を見ていた津田洋美には伝わらなかった。

ドラえもん
主にテレビアニメ第2作についてだが、テレビアニメ第1作（日本テレビ動画）や藤子不二雄（コンビ解散前）の原作にも少し言及している。
ドラえもん：テレビアニメ第2作（シンエイ動画）

### 映画
スター・ウォーズ 帝国の逆襲
焔が下宿先の先輩グループとオールナイト先行上映を見に行く。本当はトンコと一緒に行くつもりだったが、帰宅ラッシュの人混みで見付からず誘えなかった。主人公ルークの腕が切り落とされたうえに、主人公サイドの敗北のまま次作（ジェダイの復讐）へと続く終わり方に焔は納得がいかなかったが、偶然同じ回を見に来ていた庵野たちは「冒頭の部分はバルジ大作戦っぽくて良かった」「帝国側が勝って良かった」と違った感想を話していた。帰りの客の中に村上と共に歩くトンコを見付けショックを受ける。さらに先輩のたばこを買いに行った隙に他の客に席を取られてしまい、先輩たちも同様にトイレに立った際に席を取られ、すでに電車も無くなったためロビーで朝まで時間を潰すしかなくなってしまう。諸々の出来事で疲れ果てた焔だったが、結果的に漫画執筆のモチベーションを上げることになる。
復活の日
映画の鑑賞と内容の情報収集を同時に安く済ませるためオールナイト上映で見た作品の一つ。
リピート上映での焔なりの鑑賞テクニックなどをトンコに語る。
ロッキー1・2
劇中、早稲田松竹と思われる映画館にて、二本立て500円で上映されていた。初めての漫画持ち込みがまるで手応えがなく、意気消沈していた焔ときっちゃんが見ることになる。すでに見たことがある焔は「あしたのジョーと同じだった」「そういう部分探しばかりに躍起になってた」と辛辣な感想を口にしていたが、打ちのめされていた焔にとってロッキーの姿が心にしみ、「何かに似ていることばかり気にしていると本質を楽しめなくなる」と気付かせる。と、同時に今まで自分はまったく評価に値しない漫画を描いていたことに気付き、漫画持ち込みをひどく後悔させる。しかし2の試合中に若い女性客が立ち上がり、声を上げてロッキーを応援し始めたことにつられ、焔やきっちゃん始め他の観客も全員で立ち上がりロッキーを応援する。この出来事によって「今回の自分はロッキー1だったので判定負けしたが、次の2では勝てるかもしれない」とわずかに前向きな気持ちになった。
ドラマ版でも実名で登場しており、ドラマスタッフがロッキー1のクライマックスシーンの再現フィルムを独自に撮影することで、映像の権利問題を回避している。

ランニング
マイケル・ダグラス主演映画。焔とジョウが梅田で一緒に鑑賞した。
各々鑑賞後の感情移入の違いで対立してしまう。
焔は過去に(焔目線で)同じ"父親マラソン映画"の「マイウェイ」を観て感動しており、それを上回れない作品であったため泣けなかった。
ジョウは高校3年間の陸上部経験など共感するものがあり泣いてしまった。
焔の意見を陸上部経験の浅さから「走る男の気持ちがわからない」と反論。「マイウェイ」の評価も曲がいいだけで焔はそこに騙されていると派生。それらをひっくるめて焔の人間性まで否定する。
これ以来、焔はもう二度とコイツとは映画を見に行くまいとまで考えるようになってしまった。
スペースアドベンチャーコブラ
ワンダーマスミへの失恋で苦しんでいる焔にタムタムが紹介してくれたタムタムの元クラスメイトで、シネマグランプリでタムタムが監督する『決戦！大龍神』で主演した焔の恋人役を演じた女子と見に行った。
高知に婚約者がいて、来月結婚すると聞いた焔は失恋したが、『スペースアドベンチャーコブラ』を見て感動し、一瞬で立ち直った。
このことは当時よく行ってた喫茶店のノートにも漫画にして描いたほぼ実話だが、実際はかなりショックだった。
炎のランナー
焔と三上が一緒に観た1981年公開のイギリス映画。焔には難解な内容で、その後一人で2回観に行ったものの「主人公が2人いる」程度しか分からなかった模様。焔はタイトル通り「ランナーたちが炎を引きながら走ってくる」シーンを期待していた。
新しい連載漫画の作品を決めるにあたって、新人賞受賞作品のタイトル「必殺の転校生」にこだわる焔に対し、三上がこの作品（と上記の焔の妄想）にインスパイアされて「炎の転校生」を提案した。
燃えよドラゴン
「集中線は自分の方が上手」と主張するアシスタント・マウント武士にいらだち、「集中線勝負」で彼女を「叩きつぶしてやろうか」とつい考えてしまった（しかしすんでの所で思いとどまった）焔が思い出す映画。 そのシーンは、主演のブルース・リーが、「俺の方が強い」と挑発的な態度を取るエキストラに一瞬で鼻血を出させるものであった。
スター・ウォーズ ジェダイの復讐
焔がサンデーの編集者や漫画家たちに誘われ、原稿執筆作業中であるにもかかわらず映画館まで観に行った1983年公開の映画（公開時のタイトル）。焔にとっては初めての「原稿をアシスタントに任せて自分は遊びに行く」経験であったため、居残りで仕事を続ける羽目になったマウント武士からは散々文句を言われる。
焔の感想は「（前作「帝国の逆襲」と異なって）今回は"続く”にならないで終わっててよかった」というものであった。

### ドラマ
3年B組金八先生

### ゲーム
タクテクスII（アバロンヒル社）
当時（1980年ごろ）最先端のボード・ウォー・シミュレーションゲーム。架空の2ヵ国間の戦争をゲームにしたもの。プレイヤーは自国の全軍を指揮し、対戦する。
『リングにかけろ』に触発されて原稿を書く手がノリ、珍しくやる気がでている焔のやる気も絶好調の時に、下宿先の先輩に誘われる。ルール説明に30分以上、きっちりプレイすると6時間以上かかる。プレイヤーのやる気を5・6時間がっちり掴んで離さない、そんな知的でオトナな面白いゲームと思い込んで遊んでしまうが、移動ルールがよく分からず頭を抱える。第11巻に登場。作品上のゲーム名は「BACTICS-II」。
焔自身も先輩の影響を受けたからか後にバックギャモンを購入する。

## 書誌情報
- 島本和彦 『アオイホノオ』 小学館〈ゲッサン少年サンデーコミックス〉、既刊31巻（2025年1月10日現在）
  1. 2008年2月10日初版発行（2008年2月5日発売）、ISBN 978-4-09-151268-0
  2. 2009年5月16日初版発行（2009年5月11日発売）、ISBN 978-4-09-121650-2
  3. 2009年12月17日初版発行（2009年12月12日発売）、ISBN 978-4-09-122109-4
  4. 2010年6月16日初版発行（2010年6月11日発売）、ISBN 978-4-09-122389-0
  5. 2010年11月17日初版発行（2010年11月12日発売）、ISBN 978-4-09-122578-8
  6. 2011年6月10日発売、ISBN 978-4-09-122828-4
  7. 2011年11月11日発売、ISBN 978-4-09-123278-6
  8. 2012年5月11日発売、ISBN 978-4-09-123249-6
  9. 2012年11月12日発売、ISBN 978-4-09-123880-1
  10. 2013年6月12日発売、ISBN 978-4-09-124257-0
  11. 2013年12月12日発売、ISBN 978-4-09-124440-6
  12. 2014年7月11日発売、ISBN 978-4-09-125126-8
  13. 2015年1月9日発売、ISBN 978-4-09-125517-4
  14. 2015年7月10日発売、ISBN 978-4-09-126254-7
  15. 2016年5月12日発売、ISBN 978-4-09-127249-2
  16. 2016年10月12日発売、ISBN 978-4-09-127435-9
  17. 2017年5月12日発売、ISBN 978-4-09-127623-0
    - 「被害者の会小冊子付特別版」 同日発売、ISBN 978-4-09-941891-5

  18. 2017年11月10日発売、ISBN 978-4-09-128014-5
    - 「『炎の転校生』完全新作読み切り小冊子付き特別版」 同日発売、ISBN 978-4-09-943001-6

  19. 2018年5月11日発売、ISBN 978-4-09-128288-0
  20. 2018年12月12日発売、ISBN 978-4-09-128725-0
  21. 2019年7月12日発売、ISBN 978-4-09-129346-6
  22. 2019年12月12日発売、ISBN 978-4-09-129524-8
  23. 2020年6月12日発売、ISBN 978-4-09-850138-0
  24. 2020年12月11日発売、ISBN 978-4-09-850345-2
  25. 2021年8月11日発売、ISBN 978-4-09-850680-4
  26. 2022年3月11日発売、ISBN 978-4-09-851015-3
  27. 2022年8月10日発売、ISBN 978-4-09-851269-0
  28. 2023年5月12日発売、ISBN 978-4-09-852052-7
  29. 2023年11月10日発売、ISBN 978-4-09-853028-1
  30. 2024年7月11日発売、ISBN 978-4-09-853510-1
  31. 2025年1月10日発売、ISBN 978-4-09-853819-5

## テレビドラマ
2014年7月19日から9月27日まで毎週土曜日0:12 - 0:52（金曜日深夜）に、テレビ東京系の「ドラマ24」で放送。柳楽優弥の地上波連続テレビドラマ初主演作であり、初めてコメディに挑戦した作品である。監督・脚本は『勇者ヨシヒコと魔王の城』・『勇者ヨシヒコと悪霊の鍵』を手掛けた福田雄一が担当する。福田は、同作者の『逆境ナイン』の脚本を担当し、本作の放送1か月前に公開された『女子ーズ』でも、監督・脚本を福田、キャラクターデザインを島本が担当している。
ドラマでは、原作の舞台のモデルである「大阪芸術大学」が実名で登場し、一部のシーンでロケ地として使用されている。この他公式サイトでは岡田斗司夫が各話ごとに現実との細かい差異や当時の世相を語る「アオイホノオ11のひみつ」 を掲載している。
最終回では連載中の原作を追い越し、焔が『週刊少年サンデー』の新人賞を受賞しプロデビューする。学生時代のシーン最後に登場するバイク屋の店主の台詞は、原作者である島本がこのドラマのラストにふさわしいと考案したものだったが、その後福田のキャスティングによって島本本人がその店主役を熱演することとなった。
なお、ブルーレイ・DVD版では、第2話、第5話、第7話、第8話、第11話のディレクターズカット完全版が収録となる。
本項目では日時表記を日本標準時で記載し、提出された出典内容や公式サイトで表示されている内容とは異なる。

### キャスト
詳細な人物説明は原作項目を参照。本項では簡単な続柄を記載。役名は公式HPより引用。
大阪芸術大学バドミントン部
- 焔 モユル - 柳楽優弥
- 森永 とんこ - 山本美月
- 津田 ヒロミ - 黒島結菜
- 村上 - 川久保拓司
- バドミントン部先輩1 - 金子伸哉
- バドミントン部先輩2 - 今井英二
- バドミントン部員1 - 高尾勇次
- バドミントン部員2 - 橋本和志
- バドミントン部員3 - 西村匠平
- バドミントン部員4 - 関山貴也
- バドミントン部員5 - 佐伯晃浩
- バドミントン部員6 - 本郷剣斗
- バドミントン部員7 - 寺田普景

大阪芸術大学
- 岸本 - 大水洋介（ラバーガール）
- 高橋 - 足立理
- 矢野 ケンタロー - 浦井健治
- 南 マサヒコ - 遠藤要
- 大学教授 - きたろう

のちに「新世紀エヴァンゲリオン」などを制作
- 庵野 ヒデアキ - 安田顕
- 山賀 ヒロユキ - ムロツヨシ
- 赤井 タカミ - 中村倫也
- 岡田 トシオ - 濱田岳
- 武田 - ぎたろー（コンドルズ）

ワンダーマスミ
- 凩 マスミ - 小嶋陽菜
- ミノムシミノコ - 上地春奈

その他
- MADホーリィ - 佐藤二朗
- 岩瀬 ジュン - 市川由衣
- みゆき - 竹富聖花
- 山賀の妹 - 葵わかな

#### ゲスト
複数話・単話登場の場合は演者名の横の括弧（）内に表記。
第1話
- 田中 マサアキ（イダーゲ星人） - 佐野憲彦（第9話にも出演）

第2話
- 本屋のおばちゃん - 山野海
- 高橋 留美子 - 今野杏南

第5話
- 横山（少年サンデーまんがカレッジ担当編集者） - 長谷川朝晴（第11話にも出演）

第7話
- 喫茶店の店員 - 山賀博之 
- 教習所教官 - 武田康廣

第10話
- 天野 カズミ - 豊田エリー
- 番台のおばちゃん - 赤井孝美

第11話
- 三上 - 葉山奨之
- バイク屋の店主 - 島本和彦
- 手塚治虫 - 岡田斗司夫
- モユルの恋敵・資産家の息子 - 山田孝之
- 戸塚純貴

声の出演
| キャラクター名 （役名）    | 作品名                           | 作者名                          | キャスト名 （声優名） | 出演話            | 備考    |
| -------------------------- | -------------------------------- | ------------------------------- | --------------------- | ----------------- | ------- |
| 新見 克也                  | 『ナイン』                       | あだち充                        | 古谷徹                | 第1話 第6話       | [注 7]  |
| 中尾 百合                  | 『ナイン』                       | あだち充                        | 鶴ひろみ              | 第1話             | [注 8]  |
| ハーロック                 | 『宇宙海賊キャプテンハーロック』 | 松本零士                        | 井上真樹夫            | 第2話             | [注 7]  |
| 星野 鉄郎                  | 『銀河鉄道999』                  | 松本零士                        | 野沢雅子              | 第4話             | [注 7]  |
| メーテル                   | 『銀河鉄道999』                  | 松本零士                        | 池田昌子              | 第4話             | [注 7]  |
| フライヤ                   | 『銀河鉄道999』                  | 松本零士                        | 松尾佳子              | 第4話             | [注 7]  |
| 青年                       | 『銀河鉄道999』                  | 松本零士                        | 安原義人              | 第4話             | [注 7]  |
| 矢吹 丈                    | 『あしたのジョー』               | 原作：高森朝雄 作画：ちばてつや | あおい輝彦            | 第4話             | [注 7]  |
| 白木 葉子                  | 『あしたのジョー』               | 原作：高森朝雄 作画：ちばてつや | 牛田裕子              | 第4話             | [注 9]  |
| 沖田 十三                  | 『宇宙戦艦ヤマト』               | 松本零士                        | 山寺宏一              | 第6話             |         |
| その他・キャラクター名なし | その他・キャラクター名なし       | その他・キャラクター名なし      | 田中亮一              | 第6話             |         |
| その他・キャラクター名なし | その他・キャラクター名なし       | その他・キャラクター名なし      | 置鮎龍太郎            | 第6話             |         |
| その他・キャラクター名なし | その他・キャラクター名なし       | その他・キャラクター名なし      | 小川慎太郎            | 第6話             |         |
| その他・キャラクター名なし | その他・キャラクター名なし       | その他・キャラクター名なし      | 千葉俊哉              | 第6話 第7話       |         |
| その他・キャラクター名なし | その他・キャラクター名なし       | その他・キャラクター名なし      | 川上晃二              | 第6話 第7話 第8話 |         |
| 土方 竜                    | 『宇宙戦艦ヤマト2』              | 松本零士                        | 山寺宏一              | 第7話             |         |
| 古代 進                    | 『宇宙戦艦ヤマト2』              | 松本零士                        | 山寺宏一              | 第7話             | [注 7]  |
| 若松 真人                  | 『みゆき』                       | あだち充                        | 鳥海勝美              | 第7話 第8話       | [注 7]  |
| 剣崎順                     | 『リングにかけろ』               | 車田正美                        | 置鮎龍太郎            | 第8話             | [注 7]  |
| 星野明日香                 | 『さよなら三角』                 | 原秀則                          | 牛田裕子              | 第8話             | [注 10] |
| 大山昇太                   | 『男おいどん』                   | 松本零士                        | 山口勝平              | 第10話            | [注 11] |

### スタッフ
- 原作 - 島本和彦『アオイホノオ』（小学館｢ゲッサン｣連載中 / 小学館）
- 脚本・監督 - 福田雄一
- 音楽 - 瀬川英史
- オープニングテーマ - ウルフルズ「あーだこーだそーだ!」[31]（ワーナーミュージック・ジャパン）
- エンディングテーマ - 柴咲コウ「蒼い星」[32]（ビクター / カラフルレコーズ）
- ナレーション - 古谷徹
- 助監督 - 井手上拓哉
- 総作画監督 - 一本木蛮
- 作画チーフ - 李基成
- オープニングタイトル - 本郷伸明
- ロゴデザイン - ベイブリッジ・スタジオ
- スタント・アクションコーディネーター - 出口正義、田渕景也
- スタント - 雲雀大輔、荒川真、高嶋宏一郎、帯金伸行、坂手透浩
- 時代考証 - 玉井桂一
- 特別協力 - 小学館、大阪芸術大学、円谷プロダクション、手塚プロダクション、石森プロ、さいとう・プロダクション、GAINAX、玉井桂一、GroundWorks、ZERO GOODS UNIVERSE、増永計介
- 友情協力 - カラー
- ブレーン - 酒井健作
- チーフプロデューサー - 中川順平（テレビ東京）
- プロデューサー - 山鹿達也（テレビ東京） / 武藤大司、鈴木仁行、原田耕治、増田悟司
- ラインプロデューサー - 鈴木大造
- アシスタントプロデューサー - 田辺勇人、河瀬知
- 制作協力 - レスパスフィルム
- 製作 - テレビ東京、電通
- 製作著作 - 「アオイホノオ」製作委員会

### テレビドラマ版の評価
放送後、ギャラクシー賞テレビ部門9月度月間賞に選出されている。
雑誌『エンタミクス』が2015年1月号で発表した「掘り出しエンタRANKING2014」ではテレビドラマ部門の1位に選ばれた。
前述のギャラクシー賞テレビ部門9月度月間賞に選出されたことを受け、2014年度年間特別賞として、テレビ東京からスタッフに感謝状が送られた。
2015年8月29日に鳥取県米子市で実施された、第54回日本SF大会”米魂”の星雲賞で自由部門を受賞した。選定理由は、「初めて『SFファンダム史』をテーマにした作品であり、史実をベースにしたフィクションドラマ」。
東京ドラマアウォード2015において、連続ドラマ部門・優秀賞を受賞。

### 放送日程
| 各話                                                                | 放送日  | サブタイトル           | ラテ欄                                        |
| ------------------------------------------------------------------- | ------- | ---------------------- | --------------------------------------------- |
| 第1話                                                               | 7月19日 | 長き戦いのはじまり     | 激熱! 戦う炎の漫画家 七転八倒青春エレジー     |
| 第2話                                                               | 7月26日 | 残念な毎日から脱出せよ | ガッカリ続きの漫画道 強敵!? 赤い彗星の逆襲    |
| 第3話                                                               | 8月02日 | アニメーターへの決定打 | 恋かアニメか究極悶絶 宇宙戦艦ヤマトの宅配便!? |
| 第4話                                                               | 8月09日 | いざ! 東京出撃         | 東京出撃! 出版社に漫画持ち込みでプロに!?      |
| 第5話                                                               | 8月16日 | 嗚呼、東京             | 俺の才能を見抜けるかVS変人マンガ編集者!?      |
| 第6話                                                               | 8月23日 | 学園か? SFか?          | 学園漫画かSFか⋯? 究極の選択の末に⋯!?          |
| 第7話                                                               | 8月30日 | 激動の一夜             | 運命の激動の一夜⋯!? 動き出した焔の青春!       |
| 第8話                                                               | 9月06日 | 歴史の幕あけ?          | 歴史の幕開け? ついに完成! 学園ラブコメ        |
| 第9話                                                               | 9月13日 | 最後の聖戦             | 最後の聖戦 アニメ対決                         |
| 第10話                                                              | 9月20日 | 見えてきた光           | 女神祝福!? アニメ勝負                         |
| 最終話                                                              | 9月27日 | 青春とは何だ!?         | 青春とは何だ? 漫画に恋に大逆転!? 衝撃結末     |
| 平均視聴率 2.1%（ビデオリサーチ調べ、関東地区・世帯・リアルタイム） |         |                        |                                               |

### ネット局
| 放送対象地域   | 放送局                | 系列                          | 放送期間・曜日・時間      | 放送期間・曜日・時間  |
| -------------- | --------------------- | ----------------------------- | ------------------------- | --------------------- |
| 関東広域圏     | テレビ東京 【制作局】 | テレビ東京系列                | 2014年7月19日 - 9月27日   | 土曜日 0:12 - 0:52    |
| 北海道         | テレビ北海道          | テレビ東京系列                | 2014年7月19日 - 9月27日   | 土曜日 0:12 - 0:52    |
| 愛知県         | テレビ愛知            | テレビ東京系列                | 2014年7月19日 - 9月27日   | 土曜日 0:12 - 0:52    |
| 岡山県・香川県 | テレビせとうち        | テレビ東京系列                | 2014年7月19日 - 9月27日   | 土曜日 0:12 - 0:52    |
| 福岡県         | TVQ九州放送           | テレビ東京系列                | 2014年7月19日 - 9月27日   | 土曜日 0:12 - 0:52    |
| 大阪府         | テレビ大阪            | テレビ東京系列                | 2014年7月21日 - 9月29日   | 月曜日 23:58 - 翌0:40 |
| 奈良県         | 奈良テレビ            | JAITS                         | 2014年7月26日 - 10月4日   | 土曜日 0:30 - 1:05    |
| 長野県         | 信越放送              | TBS系列                       | 2014年7月26日 - 10月4日   | 土曜日 0:50 - 1:30    |
| 福島県         | 福島中央テレビ        | 日本テレビ系列                | 2014年8月1日 - 10月10日   | 金曜日 1:29 - 2:09    |
| 和歌山県       | テレビ和歌山          | JAITS                         | 2014年8月3日 - 10月12日   | 日曜日 0:00 - 0:40    |
| 鹿児島県       | 鹿児島放送            | テレビ朝日系列                | 2014年8月3日 - 10月12日   | 日曜日 1:45 - 2:25    |
| 新潟県         | テレビ新潟            | 日本テレビ系列                | 2014年8月3日 - 10月19日   | 日曜日 1:25 - 2:05    |
| 山形県         | テレビユー山形        | TBS系列                       | 2014年8月16日 - 10月25日  | 土曜日 0:50 - 1:30    |
| 石川県         | 北陸放送              | TBS系列                       | 2014年8月19日 - 10月28日  | 火曜日 1:13 - 1:53    |
| 熊本県         | くまもと県民テレビ    | 日本テレビ系列                | 2014年9月14日 - 11月23日  | 日曜日 1:00 - 1:40    |
| 鳥取県・島根県 | 日本海テレビ          | 日本テレビ系列                | 2014年9月20日 - 11月29日  | 土曜日 2:25 - 3:05    |
| 岩手県         | IBC岩手放送           | TBS系列                       | 2014年10月4日 - 12月13日  | 土曜日 0:55 - 1:35    |
| 滋賀県         | びわ湖放送            | JAITS                         | 2014年10月6日 - 12月15日  | 月曜日 23:58 - 翌0:40 |
| 日本全域       | BSジャパン            | テレビ東京系列 BSデジタル放送 | 2014年10月6日 - 12月22日  | 月曜日 0:00 - 0:35    |
| 富山県         | チューリップテレビ    | TBS系列                       | 2014年10月16日 - 12月25日 | 木曜日 0:38 - 1:18    |
| 青森県         | 青森テレビ            | TBS系列                       | 2015年1月24日 - 4月4日    | 土曜日 0:20 - 1:00    |

### 関連作品
『今日から俺は!!』
テレビドラマ。日本テレビ系『日曜ドラマ』だが、本作品と同じく小学館の漫画作品を原作とした福田雄一監督・脚本作品という共通点を持つ。第3話に焔モユル役で柳楽優弥が出演。柳楽優弥は、同作の映画版にも出演しているが、こちらは別役での出演となっている。
『逆境ナイン』
映画作品。本作品同様、島本和彦の漫画作品の実写作品。脚本も、福田雄一が担当。原作漫画では焔モユルと同一のキャラクターとされている炎尾燃(演：島本和彦)が登場(本作品最終回でも、焔モユルが炎尾燃と同じヘッドギアを付け、同一キャラクターということが判明している)。
| テレビ東京系 ドラマ24                                         | テレビ東京系 ドラマ24                          | テレビ東京系 ドラマ24                                     |
| 前番組                                                        | 番組名                                         | 次番組                                                    |
| ------------------------------------------------------------- | ---------------------------------------------- | --------------------------------------------------------- |
| リバースエッジ 大川端探偵社 （2014年4月19日 - 2014年7月12日） | アオイホノオ （2014年7月19日 - 2014年9月27日） | 玉川区役所 OF THE DEAD （2014年10月4日 - 2014年12月20日） |